# バーレーン首長国

バーレーン首長国
امارة البحرين (アラビア語)

バーレーン首長国（バーレーンしゅちょうこく、アラビア語: إمارة البحرين, ラテン文字転写: Emārat al-Baḥrayn, 英語: Emirate of Bahrain）は、かつてバーレーンに存在した首長制の国家である。首都はムハッラク→マナーマ。
かつてはポルトガル王国やペルシア帝国の支配下にあったが、1783年にズバーラを拠点としていたバニー・ウトバ族のハリーファ家がバーレーン侵攻を開始し、のちに支配を始めた。だが、イギリスがインド洋覇権を固めるとバーレーンもその影響下に置かれ、1861年に平和友好条約を締結しイギリスの保護領となった。その後1971年にバーレーン国としてイギリスから独立した。

## 歴史

### ハリーファ家の台頭
ハリーファ家はイスラム教スンナ派を信仰するウトバ族の一族で、1766年に現在のクウェートから、バーレーンに移住した。その後ハリーファ家はズバーラ（現・カタール）にズバーラ首長国を建国する。1776年にはペルシア人がバスラを占領したため、多くのアラブ人がズバーラへやってきて活気を帯び、湾岸の伝統産業である天然真珠採りの基地の1つとなった。一方、当時ザンド朝の影響下でバーレーンを統治していたナスル・アール・マズクール率いるブーシェフル首長国がこれに反発し、ハリーファ家と紛争を起こしたがサバーハ家率いるクウェート首長国がハリーファ家側についたこともあり、最終的にハリーファ家側が勝利しバーレーンを占領した。
そうして1783年に独立したバーレーンだったが、領内にはハリーファ家とそれとともに移住してきたジャラーフマ家が中心となっていた。結局ジャラーフマ家はバーレーンでの処遇に不満があり、故郷であるカタールに戻った。しかし、そこもハリーファ家が遠隔支配していたため、10kmほど離れたホール・ハサンに居を定めた。そしてハリーファ家はバーレーンとカタールの支配を固めた。

### ハリーファ家の統治
ハーキムを元首とする首長制国家となったバーレーンでは、アフマド・ビン・ムハンマド・アール・ハリーファが初代首長となった。アフマドの治世（在位：1783年 - 1795年）は極めて平穏であり、ペルシア湾での真珠の生産と貿易を活発化させ、大きく成長した。

#### 外国との紛争と平和友好条約
1796年、第一次サウード王国がアハサー占領後にズバラに侵攻した。父アフマドの跡を継いだサルマ―ン・ビン・アフマド・アール・ハリーファ首長は戦いに敗れ、バーレーン東部のジョーに移り、その後リファーに要塞を作った。1799年にはスルターン・ビン・アフマド率いるオマーンがバーレーンを攻撃し、この時も敗れた。オマーンとの戦いは勝ち負けの繰り返しであり、最終的には第一次サウード王国がバーレーン支持に回って保護下に置き、1810年にサウード王国領となった。
1811年、エジプトがサウード王国を侵攻しハリーファ家はオマーンと同盟を結ぶも、そのオマーンもカワーシム家の攻撃に会い弱体化した。これによりバーレーンは自治権を取り戻した。だが、今度は共にバーレーン独立を目指していたものの主張となれずホール・ハサンに拠点を移し、ハリーファ家に対して深い恨みを抱いていたジャラーフマ家が海賊行為によりバーレーンを襲撃するなどした。この戦闘は1826年まで続いた。この状況に当時アラビアなどの地域を治めていたイギリスは1820年にハリーファ家をバーレーンの正当な指導者とする平和条約を締結させたが、ペルシアにも領有権を与えたため1971年の独立までペルシアは領有権を主張し続けた。
だが、このころのバーレーンにとっての脅威はやはりオマーンだった。オマーンは1816年から1828年にかけて4度の攻撃を仕掛けたが、オマーン側はこの攻撃で多くの損失を負った。その後も第二次サウード王国、ペルシア帝国、オスマン帝国から占領すると脅しを受けたものの、当時の首長であるムハンマド・ビン・ハリーファ・アール・ハリーファはペルシア帝国、オスマン帝国を支持するふりをした。第二次サウード王国はこれに対し紛争を起こそうとしたが、イギリスが再びバーレーンに介入し、1861年に平和友好条約を締結させ、バーレーンはイギリスの同意なしに戦争・海賊行為を行えなくなった。

#### 内政課題
ハリーファ家はレーエンという封建制度を採用し、国民に対して税金を課した。
1828年にオマーンが衰退した後、バーレーン内部で紛争が起こった。この紛争は外国の侵略よりもバーレーンの経済と社会に大きな損害を与え、シーア派が最も大きな被害を受けた。ハリーファ家は初代首長のアフマドが亡くなった後、2つの派閥に分裂した。1つはバーレーン島を拠点とするサルマ―ン・ビン・アフマド首長率いる派閥、もう1つはムハッラク島を拠点とするその弟アブドゥッラー率いる派閥であった。ムハッラクは徐々に独自の部族行政を備え、独立しようとするようになった。1825年にサルマ―ンの子どもであるハリーファ・ビン・サルマ―ンは父の後を継いだ。1834年にハリーファが亡くなり、叔父のアブドゥッラーがバーレーンの唯一の首長となったことで紛争が激化した。
アブドゥッラーの治世（1834年 - 1843年）は紛争が多発し、バーレーンに大きな混乱をもたらした。1835年、アブドゥッラーの息子の一人が率い、反乱を起こしていたカタールとそれを支援するビン・アリー家とブアイナイン家を容赦なく鎮圧した。1842年、彼は甥のムハンマド・ビン・ハリーファと対立して紛争を起こし、勝利した。だが、敗北したムハンマドはリヤドへ亡命し、サウード王国の支援を受けてズバーラに移動し、そこでジャラーフマ家とビン・アリー家と同盟を結んだ。彼らはマナーマにいるムハンマドの兄アリー・ビン・ハリーファ・アール・ハリーファの協力を得てアブドゥッラーを破った。その後アブドゥッラーはダンマームへと亡命し、様々な場所で復権を試みたものの失敗に終わり、最終的にマスカットに移住した故、1849年に亡くなった。